# 구이도 빌란드

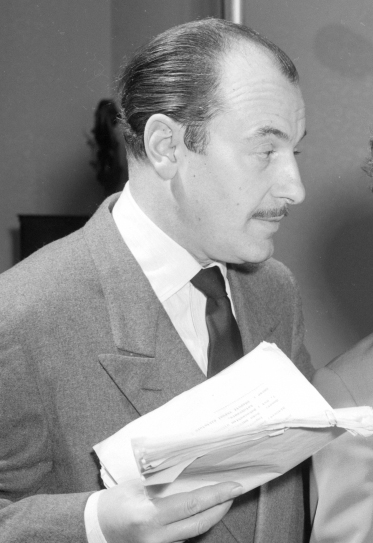

구이도 빌란드(Guido Wieland, 1906년 11월 18일 ~ 1993년 3월 10일)는 오스트리아의 배우이다.
빈에서 태어났으며 빈에서 사망하였다.

## 영화
- 여신의 늪 (1981년)
- 사랑은 영원히 (1972년)
- 굿 솔저 슈웨익 (1960년)
- 시씨 - 3부 (1957년)
- 디즈니랜드 (1954년)